# Battaglia di Largs
La battaglia di Largs fu uno scontro combattuto il 2 ottobre 1263 tra gli eserciti di Norvegia e Scozia nei pressi dell'attuale città di Largs, in Ayrshire Settentrionale, sul Firth of Clyde in Scozia. Si trattò di una battaglia molto importante della guerra scozzese-norvegese. I norvegesi erano guidati da re Haakon IV di Norvegia, mentre gli scozzesi da re Alessandro III di Scozia. Lo scontro si risolse senza un chiaro vincitore, anche se a lungo andare favorì gli scozzesi.

## Contesto storico

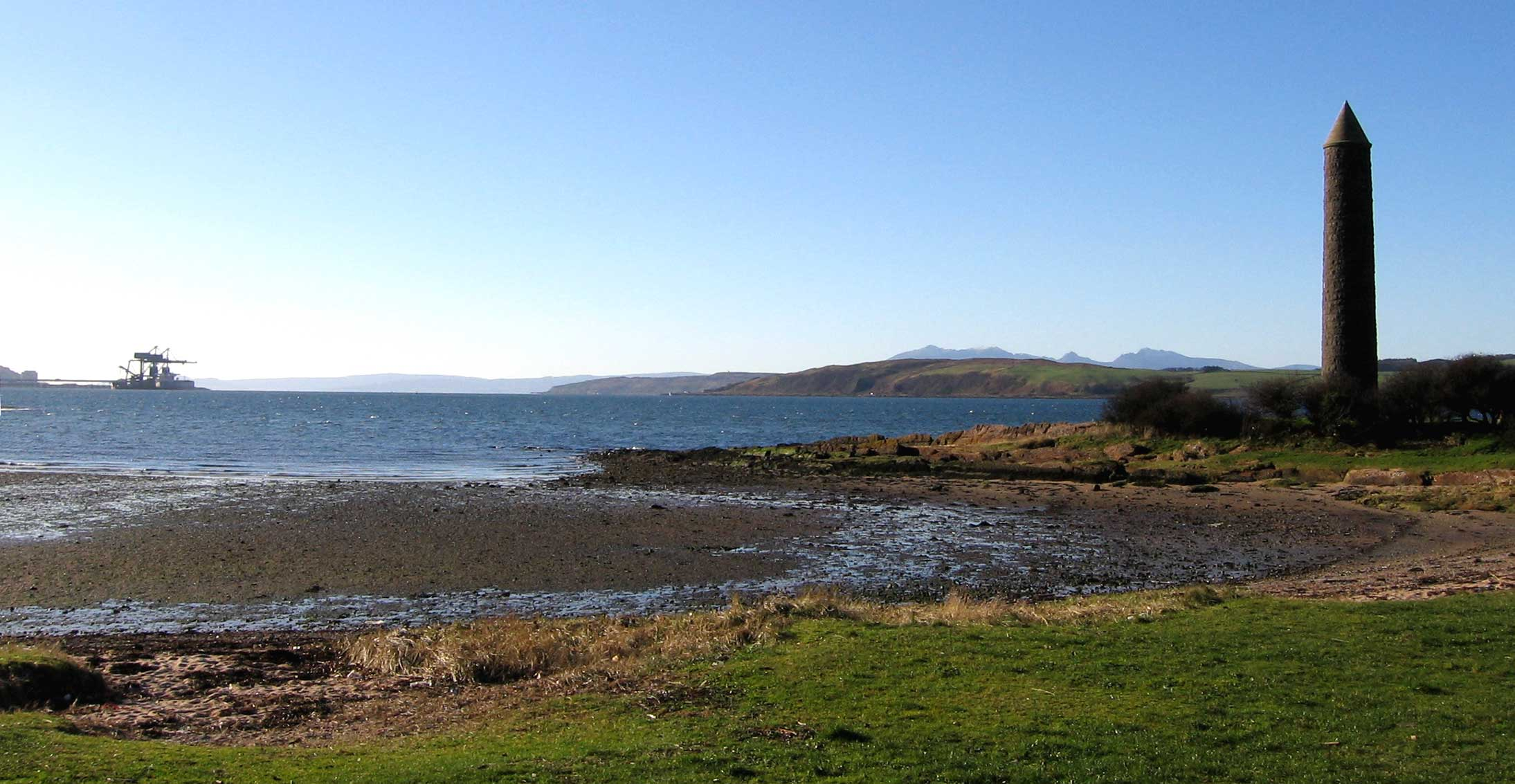
Il monumento "Pencil" di Largs domina l'isola di Cumbrae, con l'isola di Arran sullo sfondo

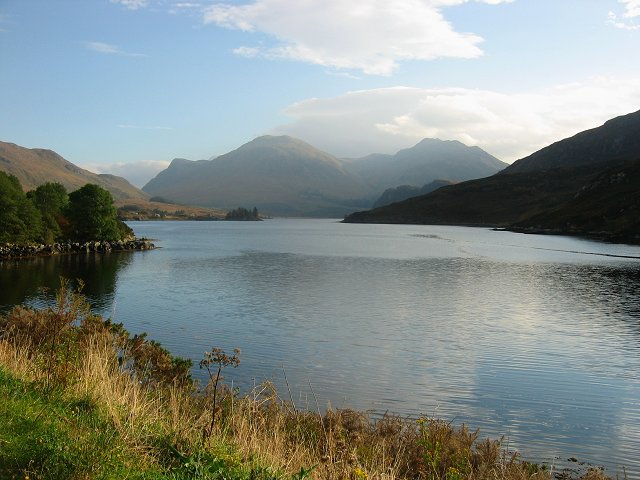
Loch Long

Il regno di Súðreyjar ("Isole Meridionali"), comprese le Ebridi Interne ed Esterne, il Kintyre ed il regno di Man, era governato dalla Norvegia fin dal 1100, e i suoi re rispondevano alla Norvegia. A partire dal 1240 il re scozzese Alessandro II tentò di acquistarle da re Håkon Håkonsson, ma senza successo. Il successore di Alessandro, Alessandro III, proseguì nel tentativo, ma di nuovo re Håkon si rifiutò di cederle. Nell'estate del 1262 gli scozzesi guidati dal conte di Ross lanciarono attacchi contro l'isola di Skye. La notizia raggiunse il re norvegese assieme al fatto che gli scozzesi stavano pianificando la conquista di tutte le isole. Håkon rispose preparando una grossa flotta di Fyrd. Secondo gli annali islandesi Håkon guidò "la più grande flotta mai salpata dalla Norvegia", che partì da Bergen per la Scozia nel luglio del 1263. Nelle Ebridi, la flotta di Håkon si riunì alle forze di re Magnus III di Man ed a Dubhghall mac Ruaidhri del Clan MacRuari. Gli storici stimano che la dimensione di questa flotta raggiunse le 120 navi, con un equipaggio compreso tra le 12 000 e le 20 000 unità. Dopo aver preso il controllo delle Ebridi, re Håkon ancorò la flotta presso l'isola di Arran nel Firth of Clyde, dove fu raggiunto da inviati del re scozzese che aprirono i negoziati di pace. I colloqui non produssero risultati, ed alla fine Håkon li interruppe, inviando i re Magnus e Dougal con 40 navi fino a Loch Long ed in Loch Lomond. La parte più consistente della flotta si spostò vicino alla terraferma, tra le isole di Cumbrae e Largs, Cunninghame.

## Eventi

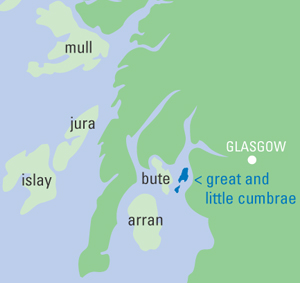
Mappa del Firth of Clyde

Mentre era ancorata qui, la flotta norvegese fu sorpresa da una tempesta. Cinque drakkar ed una cocca furono spinte a riva dal vento. Vennero attaccate con armi a distanza da pochi scozzesi, e non ci furono scontri di particolare importanza.
Il giorno successivo, 2 ottobre, re Håkon sbarcò con alcuni lendmenn, presumibilmente per evitare nuovi attacchi. Il lendmann Ogmund Crouchdance prese il controllo di una collina che dominava la spiaggia con circa 200 uomini, mentre la spiaggia era occupata da circa 600 uomini. Durante la giornata si avvicinò un esercito scozzese, diviso in tre parti. La parte destra era guidata da Alexander Stewart, High Steward of Scotland ed aveva uomini di Argyll, Atholl, Lennox e Galloway, la sinistra era guidata da Patrick de Dunbar, Conte di Dunbar ed aveva uomini di Lothian, Fife, Merse e Berwick. La parte centrale era guidata da re Alessandro II ed aveva uomini di Perth, Angus, Mearns ed altri stati settentrionali.
La saga afferma che gli scozzesi erano composti da 500 cavalieri in armatura a cavallo, e da numerosi fanti, tanto che i norvegesi erano in minoranza numerica con soltanto un decimo degli uomini. Se la saga riporta la verità, significherebbe che l'esercito scozzese aveva circa 8000 uomini paragonato agli 800 norvegesi. È stato però ipotizzato che queste proporzioni si riferiscano ad un particolare gruppo di norvegesi, e non all'intero esercito, dato che difficilmente gli scozzesi avevano a disposizione 8000 soldati.
Re Håkon fu condotto al salvo sulla sua nave. Gli uomini di Ogmund Crouchdance sulla collina iniziarono a ritirarsi verso la spiaggia, per evitare di venire tagliati fuori. Durante la ritirata dalla collina vennero attaccati dall'avanguardia degli scozzesi. La ritirata si rivelò pericolosa perché da ordinata diventò in breve tempo caotica, e i soldati salivano senza criterio sulle piccole barche per raggiungere le navi. Molte imbarcazioni così si ribaltarono a causa del soprannumero. I norvegesi riuscirono però a riorganizzarsi ed a riprendere la spiaggia. Re Håkon non poté mandare rinforzi a terra a causa della tempesta, ma una nave della flotta principale riuscì a raggiungere la costa. Quando giunse la nave, gli scozzesi fuggirono sulla collina. Scoppiò uno scontro con archi e lanci di pietre, ed alla fine gli scozzesi si ritirarono, mentre i norvegesi tornavano alle proprie navi.

## Conseguenze

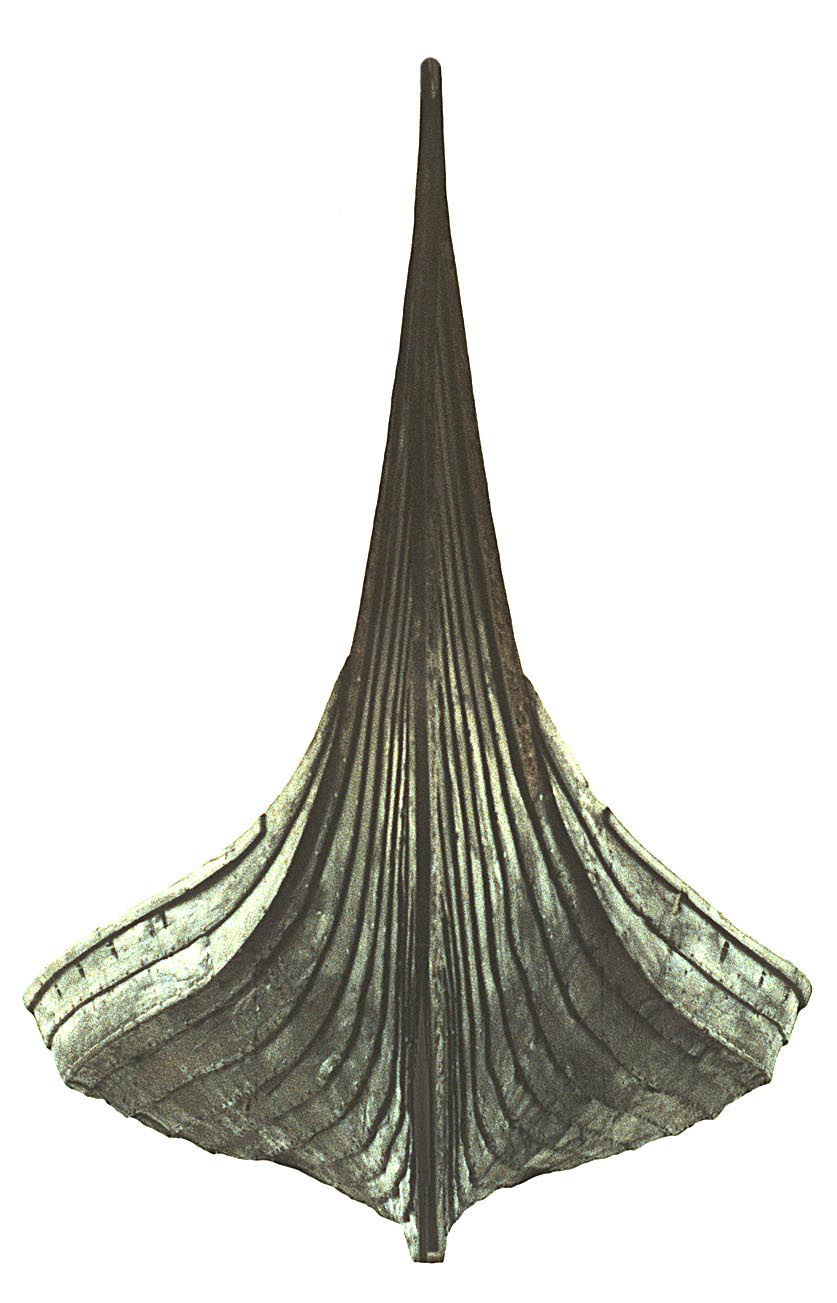
Drakkar

Secondo la saga la cavalleria scozzese non venne utilizzata, il che è strano dato che tutti i fanti ne furono coinvolti. Allo stesso modo, la maggior parte dell'esercito norvegese restò sulle navi, impediti dalla tempesta di raggiungere la lotta. I norvegesi tornarono a casa il giorno dopo. La saga nomina sette morti norvegesi ed un cavaliere scozzese Perus, ma dice anche che i norvegesi non sapevano quanti scozzesi erano morti.
Dopo pochi giorni la flotta norvegese abbandonò il Firth of Clyde.
L'inverno stava arrivando, l'esercito era a corto di provvigioni, e con un grande esercito scozzese intatto a terra. Håkon salpò verso nord. I suoi vassalli, Magnus III e Dougal, tornarono a casa, e Håkon si stabilì nelle Isole Orcadi per l'inverno. Buona parte della flotta tornò in Norvegia. Largs non era stata una sconfitta militare per Håkon, ma significava che non era riuscito a vincere uno scontro prima dell'inverno, cosa che avrebbe dovuto fare per raggiungere i propri obbiettivi. Resta il dubbio se Håkon volesse riprendere lo scontro nella primavera del 1264. Si ammalò mentre si trovava presso il Palazzo del vescovo di Kirkwall e morì il 15 dicembre 1263. L'anno seguente re Alessandro invase con successo le Ebridi. Nel 1265 i negoziati tra scozzesi ed il successore di Håkon, re Magnus VI, portarono ad accordi sul controllo delle Ebridi e di Man, che sarebbero passati in mano scozzese in cambio di 4000 marchi subito e 100 marchi ogni anno in eterno. Questo accordo fu confermato col Trattato di Perth firmato nel 1266. La Norvegia riprese il controllo delle Orcadi.

## Valutazione storica
Gli storici scozzesi dei secoli successivi esagerarono la dimensione della battaglia di Largs. George Buchanan nel XVI secolo disse che i norvegesi sbarcarono con 20 000 uomini, di cui 16 000 uccisi assieme a 5000 scozzesi. Oggi non la si considera più una battaglia, ma una semplice schermaglia. La principale fonte sulla battaglia è un lungo passaggio della Hákonar saga Hákonarsonar. Questa saga fu scritta per ordine del figlio di re Håkon, Magnus, e quindi presenta gli eventi solo dal punto di vista norvegese. Essendo stata scritta entro cinque anni dal conflitto, e basandosi probabilmente sui discorsi tenuti con chi vi partecipò, è considerata una fonte affidabile. L'interpretazione dei fatti descritti è molto varia, e lo scontro viene visto come una vittoria scozzese in Scozia e norvegese in Norvegia. Gli storici moderni convengono sul fatto che la "battaglia" si sia chiusa con un pareggio. A lungo andare, però, il risultato fu favorevole agli scozzesi, dato che i norvegesi avrebbero avuto bisogno della vittoria.

## Festa vichinga a Largs

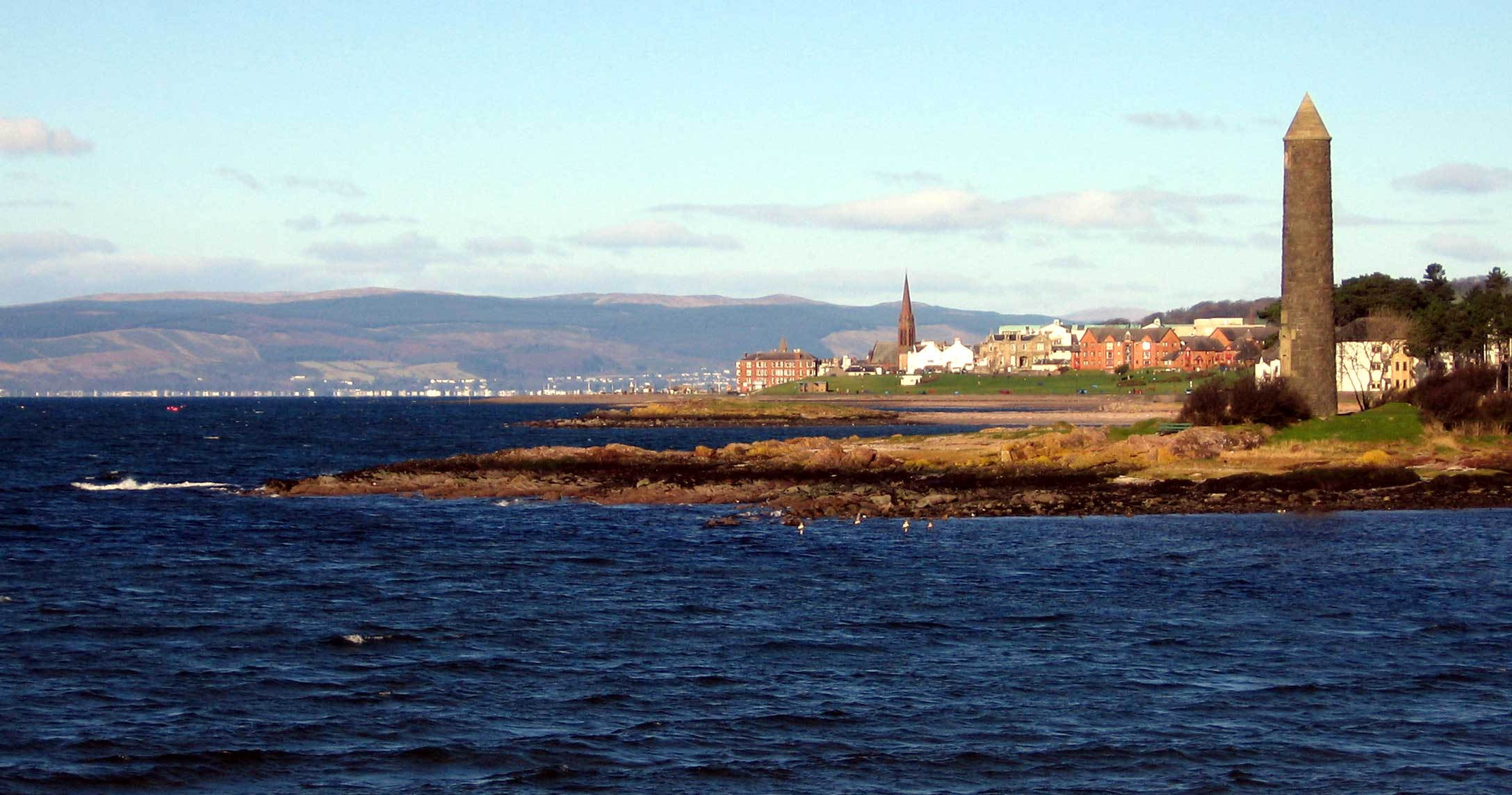
Il "Pencil" di Largs si trova 1,6 km a sud del centro cittadino

La battaglia viene commemorata nell'attuale Largs grazie ad un monumento che si affaccia sul mare, della forma di un alto cilindro con una punta conica sopra una torre circolare. Per questo è stato soprannominato "The Pencil", "La Matita".
Ogni anno Largs ospita un festival vichingo che ricorda la difesa scozzese della propria terra, anche se ormai è diventata una celebrazione amichevole tra i due paesi, con rappresentanti norvegesi che assistono ai festeggiamenti.
Il festival comprende una parata, cibo, la rivisitazione della battaglia e dello sbarco norvegese presso il Pencil.